# Sóc chuột cổ xám
Sóc chuột cổ xám (Neotamias cinereicollis) là một loài động vật có vú trong họ Sóc, bộ Gặm nhấm. Loài này được J. A. Allen mô tả năm 1890. Chúng là loài đặc hữu của tiểu bang Arizona và New Mexico (Mỹ).